# Suspicious Minds
Suspicious Minds was de laatste plaat waarmee Elvis Presley in thuisland de Verenigde Staten de eerste plaats haalde in de Billboard Hot 100 in 1969, en een van de belangrijkste hits uit diens loopbaan. Het nummer is origineel een compositie en single van Mark James geschreven onder diens pseudoniem Francis Zambon. Het nummer gaat over het wantrouwen tussen twee personen die op het punt staan hun relatie te verbreken, maar het wantrouwen moeten overstijgen om die relatie te behouden. Deze single werd geen succes, maar een aantal covers van dit lied haalden wel de hitparades. De bekendste uitvoering is die van Elvis Presley.

## Elvis Presley
De meest succesvolle cover van dit nummer komt voor rekening van Elvis Presley. Chips Moman, de producer van Elvis' opnamesessies in het begin van 1969, kwam met het nummer om het op 23 januari 1969 op te nemen in diens American Sound Studio in Memphis (Tennessee). In de vroege ochtend tussen 4 en 7 uur werden Suspicious Minds, I’ll hold you in my heart, Without love en I’ll be there opgenomen. Suspicious Minds stond na acht takes op de tape, waarna later in Las Vegas nog wat overdubs werden ingeregeld voor de stereo- en monoversie, vervolgens werd de master gemaakt. In de versie van Presley vinden enige ritmeverschuivingen plaats van 4/4 naar 3/4 maat en terug. Het benodigde instrumentarium: basgitaar, orgel, trompet, trombone, slagwerk en strijkers. Zijn versie bevat een fade-out, waarna een fade-in de melodie terughaalt om vervolgens met een definitieve fade out te besluiten. In de studio zong ook mee Donna Jean Godchaux, die later zou gaan zingen in The Grateful Dead.
Presley’s versie was een groot succes en zette hem na zijn Elvisshow in 1968 terug op de muzikale kaart. Presley’s versie werd later gebruikt voor de films Black Hawk Down en Intolerable Cruelty.

### Hitlijsten
De plaat was de laatste waarmee Presley in thuisland de VS de nummer 1-positie behaalde in de Billboard Hot 100 en de Canadese hitlijst. In het Verenigd Koninkrijk werd de 2e positie behaald in de UK Singles Chart.
In Nederland bleef de plaat wat achter met een 6e positie in de Nederlandse Top 40 op Radio Veronica en een 4e positie in de Hilversum 3 Top 30 op de publieke popzender Hilversum 3.
In België bereikte de plaat de nummer 1-positie in de voorloper van de Vlaamse Ultratop 50 en de 4e positie in Wallonië.

## Hitnoteringen

### Evergreen Top 1000
| Evergreen Top 1000 "Suspicious Minds" | Evergreen Top 1000 "Suspicious Minds" | Evergreen Top 1000 "Suspicious Minds" | Evergreen Top 1000 "Suspicious Minds" | Evergreen Top 1000 "Suspicious Minds" | Evergreen Top 1000 "Suspicious Minds" | Evergreen Top 1000 "Suspicious Minds" | Evergreen Top 1000 "Suspicious Minds" | Evergreen Top 1000 "Suspicious Minds" | Evergreen Top 1000 "Suspicious Minds" | Evergreen Top 1000 "Suspicious Minds" | Evergreen Top 1000 "Suspicious Minds" | Evergreen Top 1000 "Suspicious Minds" | Evergreen Top 1000 "Suspicious Minds" | Evergreen Top 1000 "Suspicious Minds" | Evergreen Top 1000 "Suspicious Minds" | Evergreen Top 1000 "Suspicious Minds" |
| Jaar                                  | 2008                                  | 2009                                  | 2010                                  | 2011                                  | 2012                                  | 2013                                  | 2014                                  | 2015                                  | 2016                                  | 2017                                  | 2018                                  | 2019                                  | 2020                                  | 2021                                  | 2022                                  | 2023                                  |
| ------------------------------------- | ------------------------------------- | ------------------------------------- | ------------------------------------- | ------------------------------------- | ------------------------------------- | ------------------------------------- | ------------------------------------- | ------------------------------------- | ------------------------------------- | ------------------------------------- | ------------------------------------- | ------------------------------------- | ------------------------------------- | ------------------------------------- | ------------------------------------- | ------------------------------------- |
| Positie                               | 192                                   | 121                                   | 126                                   | 126                                   | 149                                   | 62                                    | 81                                    | 69                                    | 89                                    | 80                                    | 57                                    | 92                                    | 115                                   | 100                                   | 79                                    | 88                                    |

### Nederlandse Top 40
| Hitnotering: (Week 1 t/m 11) 25-10-1969 t/m 03-01-1970 Hitnotering: (Week 12 t/m 13) 14-08-1999 t/m 21-08-1999 | Hitnotering: (Week 1 t/m 11) 25-10-1969 t/m 03-01-1970 Hitnotering: (Week 12 t/m 13) 14-08-1999 t/m 21-08-1999 | Hitnotering: (Week 1 t/m 11) 25-10-1969 t/m 03-01-1970 Hitnotering: (Week 12 t/m 13) 14-08-1999 t/m 21-08-1999 | Hitnotering: (Week 1 t/m 11) 25-10-1969 t/m 03-01-1970 Hitnotering: (Week 12 t/m 13) 14-08-1999 t/m 21-08-1999 | Hitnotering: (Week 1 t/m 11) 25-10-1969 t/m 03-01-1970 Hitnotering: (Week 12 t/m 13) 14-08-1999 t/m 21-08-1999 | Hitnotering: (Week 1 t/m 11) 25-10-1969 t/m 03-01-1970 Hitnotering: (Week 12 t/m 13) 14-08-1999 t/m 21-08-1999 | Hitnotering: (Week 1 t/m 11) 25-10-1969 t/m 03-01-1970 Hitnotering: (Week 12 t/m 13) 14-08-1999 t/m 21-08-1999 | Hitnotering: (Week 1 t/m 11) 25-10-1969 t/m 03-01-1970 Hitnotering: (Week 12 t/m 13) 14-08-1999 t/m 21-08-1999 | Hitnotering: (Week 1 t/m 11) 25-10-1969 t/m 03-01-1970 Hitnotering: (Week 12 t/m 13) 14-08-1999 t/m 21-08-1999 | Hitnotering: (Week 1 t/m 11) 25-10-1969 t/m 03-01-1970 Hitnotering: (Week 12 t/m 13) 14-08-1999 t/m 21-08-1999 | Hitnotering: (Week 1 t/m 11) 25-10-1969 t/m 03-01-1970 Hitnotering: (Week 12 t/m 13) 14-08-1999 t/m 21-08-1999 | Hitnotering: (Week 1 t/m 11) 25-10-1969 t/m 03-01-1970 Hitnotering: (Week 12 t/m 13) 14-08-1999 t/m 21-08-1999 | Hitnotering: (Week 1 t/m 11) 25-10-1969 t/m 03-01-1970 Hitnotering: (Week 12 t/m 13) 14-08-1999 t/m 21-08-1999 | Hitnotering: (Week 1 t/m 11) 25-10-1969 t/m 03-01-1970 Hitnotering: (Week 12 t/m 13) 14-08-1999 t/m 21-08-1999 | Hitnotering: (Week 1 t/m 11) 25-10-1969 t/m 03-01-1970 Hitnotering: (Week 12 t/m 13) 14-08-1999 t/m 21-08-1999 | Hitnotering: (Week 1 t/m 11) 25-10-1969 t/m 03-01-1970 Hitnotering: (Week 12 t/m 13) 14-08-1999 t/m 21-08-1999 |
| Week: | 1 | 2 | 3 | 4 | 5 | 6 | 7 | 8 | 9 | 10 | 11 | | 12 | 13 | |
| --- | --- | --- | --- | --- | --- | --- | --- | --- | --- | --- | --- | --- | --- | --- | --- |
| Positie: | 35 | 21 | 12 | 9 | 6 | 6 | 8 | 10 | 18 | 27 | 39 | uit | 37 | 38 | uit |

### Hilversum 3 Top 30 / Mega Top 100 / Mega Top 50
| Hitnotering: (Week 1 t/m 10) 01-11-1969 t/m 03-01-1970 Hitnotering: (Week 11 t/m 17) 07-08-1999 t/m 18-09-1999 Hitnotering: (Week 18 t/m 19) 25-08-2007 t/m 01-09-2007 | Hitnotering: (Week 1 t/m 10) 01-11-1969 t/m 03-01-1970 Hitnotering: (Week 11 t/m 17) 07-08-1999 t/m 18-09-1999 Hitnotering: (Week 18 t/m 19) 25-08-2007 t/m 01-09-2007 | Hitnotering: (Week 1 t/m 10) 01-11-1969 t/m 03-01-1970 Hitnotering: (Week 11 t/m 17) 07-08-1999 t/m 18-09-1999 Hitnotering: (Week 18 t/m 19) 25-08-2007 t/m 01-09-2007 | Hitnotering: (Week 1 t/m 10) 01-11-1969 t/m 03-01-1970 Hitnotering: (Week 11 t/m 17) 07-08-1999 t/m 18-09-1999 Hitnotering: (Week 18 t/m 19) 25-08-2007 t/m 01-09-2007 | Hitnotering: (Week 1 t/m 10) 01-11-1969 t/m 03-01-1970 Hitnotering: (Week 11 t/m 17) 07-08-1999 t/m 18-09-1999 Hitnotering: (Week 18 t/m 19) 25-08-2007 t/m 01-09-2007 | Hitnotering: (Week 1 t/m 10) 01-11-1969 t/m 03-01-1970 Hitnotering: (Week 11 t/m 17) 07-08-1999 t/m 18-09-1999 Hitnotering: (Week 18 t/m 19) 25-08-2007 t/m 01-09-2007 | Hitnotering: (Week 1 t/m 10) 01-11-1969 t/m 03-01-1970 Hitnotering: (Week 11 t/m 17) 07-08-1999 t/m 18-09-1999 Hitnotering: (Week 18 t/m 19) 25-08-2007 t/m 01-09-2007 | Hitnotering: (Week 1 t/m 10) 01-11-1969 t/m 03-01-1970 Hitnotering: (Week 11 t/m 17) 07-08-1999 t/m 18-09-1999 Hitnotering: (Week 18 t/m 19) 25-08-2007 t/m 01-09-2007 | Hitnotering: (Week 1 t/m 10) 01-11-1969 t/m 03-01-1970 Hitnotering: (Week 11 t/m 17) 07-08-1999 t/m 18-09-1999 Hitnotering: (Week 18 t/m 19) 25-08-2007 t/m 01-09-2007 | Hitnotering: (Week 1 t/m 10) 01-11-1969 t/m 03-01-1970 Hitnotering: (Week 11 t/m 17) 07-08-1999 t/m 18-09-1999 Hitnotering: (Week 18 t/m 19) 25-08-2007 t/m 01-09-2007 | Hitnotering: (Week 1 t/m 10) 01-11-1969 t/m 03-01-1970 Hitnotering: (Week 11 t/m 17) 07-08-1999 t/m 18-09-1999 Hitnotering: (Week 18 t/m 19) 25-08-2007 t/m 01-09-2007 | Hitnotering: (Week 1 t/m 10) 01-11-1969 t/m 03-01-1970 Hitnotering: (Week 11 t/m 17) 07-08-1999 t/m 18-09-1999 Hitnotering: (Week 18 t/m 19) 25-08-2007 t/m 01-09-2007 | Hitnotering: (Week 1 t/m 10) 01-11-1969 t/m 03-01-1970 Hitnotering: (Week 11 t/m 17) 07-08-1999 t/m 18-09-1999 Hitnotering: (Week 18 t/m 19) 25-08-2007 t/m 01-09-2007 | Hitnotering: (Week 1 t/m 10) 01-11-1969 t/m 03-01-1970 Hitnotering: (Week 11 t/m 17) 07-08-1999 t/m 18-09-1999 Hitnotering: (Week 18 t/m 19) 25-08-2007 t/m 01-09-2007 | Hitnotering: (Week 1 t/m 10) 01-11-1969 t/m 03-01-1970 Hitnotering: (Week 11 t/m 17) 07-08-1999 t/m 18-09-1999 Hitnotering: (Week 18 t/m 19) 25-08-2007 t/m 01-09-2007 | Hitnotering: (Week 1 t/m 10) 01-11-1969 t/m 03-01-1970 Hitnotering: (Week 11 t/m 17) 07-08-1999 t/m 18-09-1999 Hitnotering: (Week 18 t/m 19) 25-08-2007 t/m 01-09-2007 | Hitnotering: (Week 1 t/m 10) 01-11-1969 t/m 03-01-1970 Hitnotering: (Week 11 t/m 17) 07-08-1999 t/m 18-09-1999 Hitnotering: (Week 18 t/m 19) 25-08-2007 t/m 01-09-2007 | Hitnotering: (Week 1 t/m 10) 01-11-1969 t/m 03-01-1970 Hitnotering: (Week 11 t/m 17) 07-08-1999 t/m 18-09-1999 Hitnotering: (Week 18 t/m 19) 25-08-2007 t/m 01-09-2007 | Hitnotering: (Week 1 t/m 10) 01-11-1969 t/m 03-01-1970 Hitnotering: (Week 11 t/m 17) 07-08-1999 t/m 18-09-1999 Hitnotering: (Week 18 t/m 19) 25-08-2007 t/m 01-09-2007 | Hitnotering: (Week 1 t/m 10) 01-11-1969 t/m 03-01-1970 Hitnotering: (Week 11 t/m 17) 07-08-1999 t/m 18-09-1999 Hitnotering: (Week 18 t/m 19) 25-08-2007 t/m 01-09-2007 | Hitnotering: (Week 1 t/m 10) 01-11-1969 t/m 03-01-1970 Hitnotering: (Week 11 t/m 17) 07-08-1999 t/m 18-09-1999 Hitnotering: (Week 18 t/m 19) 25-08-2007 t/m 01-09-2007 | Hitnotering: (Week 1 t/m 10) 01-11-1969 t/m 03-01-1970 Hitnotering: (Week 11 t/m 17) 07-08-1999 t/m 18-09-1999 Hitnotering: (Week 18 t/m 19) 25-08-2007 t/m 01-09-2007 | Hitnotering: (Week 1 t/m 10) 01-11-1969 t/m 03-01-1970 Hitnotering: (Week 11 t/m 17) 07-08-1999 t/m 18-09-1999 Hitnotering: (Week 18 t/m 19) 25-08-2007 t/m 01-09-2007 |
| Week: | 1 | 2 | 3 | 4 | 5 | 6 | 7 | 8 | 9 | 10 | | 11 | 12 | 13 | 14 | 15 | 16 | 17 | | 18 | 19 | |
| --- | --- | --- | --- | --- | --- | --- | --- | --- | --- | --- | --- | --- | --- | --- | --- | --- | --- | --- | --- | --- | --- | --- |
| Positie: | 13 | 7 | 7 | 4 | 4 | 10 | 10 | 11 | 23 | 25 | uit | 22 | 15 | 19 | 24 | 46 | 66 | 90 | uit | 41 | 73 | uit |

### NPO Radio 2 Top 2000
| Nummer met noteringen in de NPO Radio 2 Top 2000 | '99 | '00 | '01 | '02 | '03 | '04 | '05 | '06 | '07 | '08 | '09 | '10 | '11 | '12 | '13 | '14 | '15 | '16 | '17 | '18 | '19 | '20 | '21 | '22 | '23 | '24 |
| ------------------------------------------------ | --- | --- | --- | --- | --- | --- | --- | --- | --- | --- | --- | --- | --- | --- | --- | --- | --- | --- | --- | --- | --- | --- | --- | --- | --- | --- |
| Suspicious Minds                                 | 112 | 140 | 281 | 130 | 86  | 107 | 84  | 97  | 81  | 89  | 108 | 77  | 120 | 135 | 153 | 151 | 121 | 106 | 85  | 104 | 111 | 113 | 113 | 97  | 92  | 105 |

1. ↑  Een vetgedrukt getal geeft de hoogste notering aan.

### Vlaamse Radio 2 1000 Klassiekers
| Nummer met notering(en) in de 1000 Klassiekers van Radio 2 | '07 | '08 | '09 | '10 | '11 | '12 | '13 | '14 | '15 | '16 | '17 | '18 | '19 | '20 |
| ---------------------------------------------------------- | --- | --- | --- | --- | --- | --- | --- | --- | --- | --- | --- | --- | --- | --- |
| Suspicious minds                                           | 45  | 45  | 21  | 51  | 36  | 92  | 2   | 1   | 6   | 23  | 12  | 8   | 3   | 21  |

1. ↑  Een getal geeft de plaats aan; een '-' dat het nummer niet genoteerd was. Een vetgedrukt getal geeft aan dat dit de hoogste notering betreft.

Suspicious Minds

## Liveversie Elvis Presley
In 2001 kwam er ook een liveversie van het nummer uit. In Nederland bereikte de single de 30e positie in de publieke hitlijst Mega Top 100 op Radio 3FM. In de Nederlandse Top 40 en Tipparade werd géén notering behaald.

## Hitnotering

### Mega Top 100
| Hitnotering: 07-04-2001 t/m 02-06-2001 | Hitnotering: 07-04-2001 t/m 02-06-2001 | Hitnotering: 07-04-2001 t/m 02-06-2001 | Hitnotering: 07-04-2001 t/m 02-06-2001 | Hitnotering: 07-04-2001 t/m 02-06-2001 | Hitnotering: 07-04-2001 t/m 02-06-2001 | Hitnotering: 07-04-2001 t/m 02-06-2001 | Hitnotering: 07-04-2001 t/m 02-06-2001 | Hitnotering: 07-04-2001 t/m 02-06-2001 | Hitnotering: 07-04-2001 t/m 02-06-2001 | Hitnotering: 07-04-2001 t/m 02-06-2001 |
| Week:                                  | 1                                      | 2                                      | 3                                      | 4                                      | 5                                      | 6                                      | 7                                      | 8                                      | 9                                      |                                        |
| -------------------------------------- | -------------------------------------- | -------------------------------------- | -------------------------------------- | -------------------------------------- | -------------------------------------- | -------------------------------------- | -------------------------------------- | -------------------------------------- | -------------------------------------- | -------------------------------------- |
| Positie:                               | 35                                     | 30                                     | 36                                     | 35                                     | 42                                     | 48                                     | 57                                     | 71                                     | 69                                     | uit                                    |

## Fine Young Cannibals
Het eerstvolgende succes van Suspicious Minds kwam met de versie van Fine Young Cannibals van het debuutalbum. Op de single zong  Jimmy Somerville mee en producent was Robin Millar. Deze versie haalde de achtste plaats in het Verenigd Koninkrijk.

## Hitnoteringen

### Nederlandse Top 40
| Hitnotering: 05-04-1986 t/m 19-04-1986 | Hitnotering: 05-04-1986 t/m 19-04-1986 | Hitnotering: 05-04-1986 t/m 19-04-1986 | Hitnotering: 05-04-1986 t/m 19-04-1986 | Hitnotering: 05-04-1986 t/m 19-04-1986 |
| Week:                                  | 1                                      | 2                                      | 3                                      |                                        |
| -------------------------------------- | -------------------------------------- | -------------------------------------- | -------------------------------------- | -------------------------------------- |
| Positie:                               | 31                                     | 32                                     | 33                                     | uit                                    |

### Nationale Hitparade
| Hitnotering: 01-03-1986 t/m 19-04-1986 | Hitnotering: 01-03-1986 t/m 19-04-1986 | Hitnotering: 01-03-1986 t/m 19-04-1986 | Hitnotering: 01-03-1986 t/m 19-04-1986 | Hitnotering: 01-03-1986 t/m 19-04-1986 | Hitnotering: 01-03-1986 t/m 19-04-1986 | Hitnotering: 01-03-1986 t/m 19-04-1986 | Hitnotering: 01-03-1986 t/m 19-04-1986 | Hitnotering: 01-03-1986 t/m 19-04-1986 | Hitnotering: 01-03-1986 t/m 19-04-1986 |
| Week:                                  | 1                                      | 2                                      | 3                                      | 4                                      | 5                                      | 6                                      | 7                                      | 8                                      |                                        |
| -------------------------------------- | -------------------------------------- | -------------------------------------- | -------------------------------------- | -------------------------------------- | -------------------------------------- | -------------------------------------- | -------------------------------------- | -------------------------------------- | -------------------------------------- |
| Positie:                               | 38                                     | 30                                     | 21                                     | 26                                     | 28                                     | 34                                     | 26                                     | 36                                     | uit                                    |

### TROS Europarade
Hitnotering: 13-02-1986. Hoogste notering: #35 (1 week).

## Helmut Lotti
In 2002 bracht de Belgische zanger Helmut Lotti een versie van Suspicious minds uit. Het bereikte een dertiende plaats in de Vlaamse Ultratop 50 en kwam zelfs in de Oostenrijkse hitparade terecht.

### Hitnotering

#### Vlaamse Ultratop 50
| Hitnotering: 15-06-2002 t/m 17-08-2002 | Hitnotering: 15-06-2002 t/m 17-08-2002 | Hitnotering: 15-06-2002 t/m 17-08-2002 | Hitnotering: 15-06-2002 t/m 17-08-2002 | Hitnotering: 15-06-2002 t/m 17-08-2002 | Hitnotering: 15-06-2002 t/m 17-08-2002 | Hitnotering: 15-06-2002 t/m 17-08-2002 | Hitnotering: 15-06-2002 t/m 17-08-2002 | Hitnotering: 15-06-2002 t/m 17-08-2002 | Hitnotering: 15-06-2002 t/m 17-08-2002 | Hitnotering: 15-06-2002 t/m 17-08-2002 | Hitnotering: 15-06-2002 t/m 17-08-2002 |
| Week:                                  | 1                                      | 2                                      | 3                                      | 4                                      | 5                                      | 6                                      | 7                                      | 8                                      | 9                                      | 10                                     |                                        |
| -------------------------------------- | -------------------------------------- | -------------------------------------- | -------------------------------------- | -------------------------------------- | -------------------------------------- | -------------------------------------- | -------------------------------------- | -------------------------------------- | -------------------------------------- | -------------------------------------- | -------------------------------------- |
| Positie:                               | 42                                     | 13                                     | 16                                     | 21                                     | 27                                     | 23                                     | 29                                     | 46                                     | 40                                     | 48                                     | uit                                    |

## René Shuman & Angel-Eye
In 2007 brachten het Nederlands zangduo René Shuman & Angel-Eye een versie van Suspicious minds uit. Het bereikte slechts een 81ste plaats in de Nederlandse Single Top 100.

### Hitnotering

#### NederlandseSingle Top 100
| Hitnotering: (Week 1 t/m 2) 18-08-2007 t/m 25-08-2007 Hitnotering: (Week 3 t/m 4) 08-09-2007 t/m 15-09-2007 | Hitnotering: (Week 1 t/m 2) 18-08-2007 t/m 25-08-2007 Hitnotering: (Week 3 t/m 4) 08-09-2007 t/m 15-09-2007 | Hitnotering: (Week 1 t/m 2) 18-08-2007 t/m 25-08-2007 Hitnotering: (Week 3 t/m 4) 08-09-2007 t/m 15-09-2007 | Hitnotering: (Week 1 t/m 2) 18-08-2007 t/m 25-08-2007 Hitnotering: (Week 3 t/m 4) 08-09-2007 t/m 15-09-2007 | Hitnotering: (Week 1 t/m 2) 18-08-2007 t/m 25-08-2007 Hitnotering: (Week 3 t/m 4) 08-09-2007 t/m 15-09-2007 | Hitnotering: (Week 1 t/m 2) 18-08-2007 t/m 25-08-2007 Hitnotering: (Week 3 t/m 4) 08-09-2007 t/m 15-09-2007 | Hitnotering: (Week 1 t/m 2) 18-08-2007 t/m 25-08-2007 Hitnotering: (Week 3 t/m 4) 08-09-2007 t/m 15-09-2007 |
| Week: | 1 | 2 | | 3 | 4 | |
| --- | --- | --- | --- | --- | --- | --- |
| Positie: | 93 | 92 | uit | 81 | 90 | uit |

## Overige covers
Het lied werd voordat Elvis de Amerikaanse hitparade had verlaten al ingezongen door Dee Dee Warwick (zuster van Dionne Warwick). Zij haalde de 80e plaats in 1970 in de VS. Vervolgens kwamen Waylon Jennings en Jessi Colter met hun versie in 1970 op een 25e plaats; een heruitgave in 1976 was succesvoller, een tweede plaats. In 1982 kwam Candi Staton met het lied in de hitparade in Engeland (31e plaats).
In 1992 kwam er een versie van Dwight Yoakom voor de film Honeymoon in Vegas, in 1996 zong Bowling for Soup het. In 2002 scoorde Gareth Gates er als winnaar van de Britse Pop Idol een plaatselijke nummer 1-hit mee, overigens samen met The Long and Winding Road, en in 2004 nam Pete Yorn het live op voor zijn album Life from New Jersey. Avail maakte een punkversie in 2006, in 2009 zongen Miss Kittin en The Hacker hun versie, gevolgd door Rusted Root en Glasvegas. In 2010 zong Clay Aiken het. Het succes oversteeg nooit die van Presley’s versie. In de Benelux was er ook nog een opname van Frédérique Spigt. Op 3 maart 2014 bracht Amanda Lear haar versie uit op single.